# Detroitfloden
Detroitfloden (engelska: Detroit River, franska: Rivière Détroit), är en cirka 50 km lång flod i Nordamerika. Den är gränsflod mellan USA (Michigan) och Kanada (Ontario). Detroitfloden rinner söderut från Lake St. Clair till Lake Erie. Den ingår som en del i St. Lawrence Seaway och är mycket starkt trafikerad. Där finner också stor tvärgående trafik, bland annat mellan städerna Detroit och Windsor, via en järnvägstunnel på 800 meter, en vägtunnel på 670 m och flera broar.
Flodens stränder domineras av stadsbebyggelse. De största öarna i floden är Belle Isle och Grosse Isle på Michigansidan och Fighting Island på Ontariosidan.